# 시미즈 카오리
시미즈 카오리(清水 香里, 1983년 5월 21일 ~ )는 일본의 성우이다. 소속은 프리. 도쿄도 출신.

## 출연작

### TV 애니메이션
1998년
- serial experiments lain (이와쿠라 레인)

2000년
- 부기팝은 웃지 않는다 (미야시타 토카/부기팝)

2001년
- 성계의 전기II (에크류아)
- 후르츠 바스켓 (미나가와 모토코)
- 지구방위가족 (다이치 노조미)

2003년
- 이누야샤 (유카, 아스카)
- 스트라토스 4 (도이 시즈하)
- 정들면 고향 코스모스장 (노키쿠 아사카)
- 신혼합체 고단나 (루우 루)

2004년
- 스쿨럼블 (타카노 아키라)
- 마리아님이 보고 계셔 ~봄~ (니죠 노리코)
- 선생님의 시간 (나카야마 치나츠)
- 현시연 (사사하라 게이코)

2005년
- 극상생도회 (긴가 쿠온)
- 마법소녀 리리컬 나노하 A'S(시그넘)
- 슈퍼로봇대전 오리지널 제너레이션(라미아 라브레스)

2007년
- 아이돌마스터 XENOGLOSSIA (기사라기 치하야)
- 러키☆스타(타무라 히요리)
- 마법소녀 리리컬 나노하 Striker'S(시그넘, 미제트 크로벨)
- 스케치북 ~full color's~ (카미야 셋카)

2008년
- 노기자카 하루카의 비밀 (사쿠라자카 하즈키)
- 스페셜 에이 (타키시마 메구미, 어릴 적 케이)

2009년
- 마리아님이 보고계셔 4th (니죠 노리코)

2011년
- 파이 브레인 신의 퍼즐 (이토 노노하)

### OVA
2001년
- 에일리언 9(카와무라 쿠미)

2004년
- 선생님의 시간 GOLD(나카야마 치나츠)

2005년
- 성계의 전기III (에크류아)
- 스트라토스4 ADVANCE (도이 시즈하)
- 슈퍼로봇대전 OVA (라미아 라비레스)
- 전투요정소녀 도와줘! 메이브쨩 (실피드)

2007년
- 마리아님이 보고 계셔 3rd Serise (니죠 노리코)

### 게임
2001년
- 그로우 랜서3(미셸 리드부르크)

2007년
- 바이오쇼크(리틀 시스터)
- 슈퍼로봇대전 OG 외전(라미아 라브레스)

2008년
- 무한의 프론티어 슈퍼로봇대전 OG 사가(아셴 브레이델)
- 슈퍼로봇대전 A포터블 (라미아 라브레스)

### 외화/드라마
- 대장금 (홍이)

### 라디오
- 스크란☆차모임!(일본어: スクラン☆お茶会!) (라디오 오사카,분카방송)
- 스크란 2학기 위크엔드(일본어: スクラン二学期 ウィークエンド) : 후쿠이 유카리와 공동 진행. (온센)
- RADIO LEMON ANGEL PROJECT : 시호노 료와 공동 진행. (온센)
- 아르고노트 채널 : 이시카와 유이, 아라이 사토미와 공동 진행.
- 아니타마닷컴 마루나게(일본어: アニたまどっとコム standard まるなげ♪) : 우에다 카나와 공동 진행. (라디오 칸사이)